# جزیره روزولت (جنوبگان)
جزیره روزولت (انگلیسی: Roosevelt Island, Antarctica) جزیره‌ای پوشیده از یخ است که با طول تقریبی ۱۳۰ کیلومتر در جهت جنوب شرقی- شمال غربی و عرض ۶۵ کیلومتر و مساحت ۷۵۰۰ کیلومتر مربع در بخش شرقی یخ‌تاق راس در جنوبگان قرار دارد. ارتفاع پشته مرکزی این جزیره به ۵۵۰ متر از سطح دریا می‌رسد ولی این ارتفاع و به طور کلی تمام سطح جزیره کاملاً از یخ پوشیده شده است و بنابراین سطح زمین جزیره قابل دید نیست.
جزیره روزولت در امتداد مرز سرزمین راس که قلمرو مورد ادعای نیوزیلند در جنوبگان است، قرار دارد.